# 港澳 (臺灣)
港澳，是台灣宜蘭縣頭城鎮的一個傳統地域名稱。位於該鎮中部偏南。相較於今日行政區，其範圍大致包括外澳里南半部、港口里、大坑里最北端、武營里東北半部。
觀光地「港澳海灘」（或稱「港澳沙灘」）位於本地區。

## 歷史
台灣清治末期，港澳地區為一街庄，稱為「港澳庄」，隸屬於頭圍堡。該庄東南臨太平洋，西南及西與拔雅林庄為鄰，北邊為梗枋庄。
1901年（日治明治三十四年）11月，廢縣廳改設二十廳，該庄隸屬於宜蘭廳，編入第六區。1905年（明治三十八年）7月，第六區改名「港澳區」。1909年（明治四十二年）10月，合併二十廳為十二廳，該庄仍隸屬於宜蘭廳。1920年（大正九年），廢十二廳改設五州二廳，該庄改制為「港澳」大字，隸屬於臺北州宜蘭郡頭圍庄，大字下有「港口」、「外澳」小字名。
戰後頭圍庄改制為頭圍鄉，隸屬於臺北縣，大字亦改制為村。1946年9月，頭圍鄉更名為頭城鄉。1948年再改制為頭城鎮，村改制為里。1950年10月，北、基、宜分治，頭城鎮改隸屬於宜蘭縣。
本地區目前設置港口里和外澳里，兩者以港澳溪為界。「港口」以位於烏石港之口而得名。

## 聚落
本地區發展較早的聚落有外澳、港口等，在日治期初期的官方地圖上已有記載。此外，本地區尚有小澳、北港口等聚落。

## 交通
台鐵宜蘭線是台灣東北部鐵路幹線，大致以東北—西南走向蜿蜒經過港澳地區東北部沿海地帶及中南部。境內設有外澳車站，屬招呼站，只停靠區間車。由此可前往台鐵沿線各地。
省道台2線是台灣濱海公路系統之一，其中基隆至蘇澳路段又稱為「北部濱海公路」，大致以東北—西南走向蜿蜒經過本地區東北部海岸地帶及中南部。由該道路此往東北轉西可前往貢寮、瑞芳、基隆等地，往西南可前往頭城市區、壯圍、五結、蘇澳等地。

## 學校
- 頭城國小外澳分校

## 產業
- 烏石漁港

## 文化資產
- 林曹祖宗之墓（縣定古蹟）

## 景點
- 蘭陽博物館
- 榮梓博物館（私有，未開放）
- 金車伯朗城堡咖啡

## 脚注
1. ↑  .   [2015-04-23]. （原始内容存档于2015-03-29）.
2. 1 2  《臺灣堡圖》，臺灣總督府，1904年
3. ↑  《新舊對照管轄便覽》，臺灣總督府
4. ↑  .   [2015-04-23]. （原始内容存档于2016-03-04）.
5. ↑  《宜蘭縣頭城鎮行政區域圖》，內政部，2007年6月

## 外部連結
- 港澳海灘